# Pawieł Jausiejenka
Pawieł Jausiejenka (biał. Павел Яўсеенка; ur. 30 października 1980 w Mińsku) – białoruski piłkarz, występujący na pozycji obrońcy.

## Kariera klubowa
| Sezon    | Klub                  | Kraj     | Rozgrywki        | Mecze | Bramki |
| -------- | --------------------- | -------- | ---------------- | ----- | ------ |
| 1999     | FK Mołodeczno         | Białoruś | Wyszejszaja liha | 24    | 3      |
| 2000     | RSzWSM-Alimpija Mińsk | Białoruś | Druhaja liha     | 23    | 3      |
| 2001     | Kamunalnik Słonim     | Białoruś | Pierszaja liha   | 8     | 2      |
| 2002     | Kamunalnik Słonim     | Białoruś | Pierszaja liha   | 28    | 5      |
| 2003     | Kamunalnik Słonim     | Białoruś | Pierszaja liha   | 28    | 4      |
| 2004     | Hranit Mikaszewicze   | Białoruś | Pierszaja liha   | 30    | 11     |
| 2005     | Chimik Świetłohorsk   | Białoruś | Pierszaja liha   | 27    | 4      |
| 2006     | FK Mińsk              | Białoruś | Pierszaja liha   | 26    | 6      |
| 2007     | FK Mińsk              | Białoruś | Wyszejszaja liha | 18    | 0      |
| 2008 (w) | Sawit Mohylew         | Białoruś | Wyszejszaja liha | 5     | 0      |
| 2008 (j) | Tarpeda Żodzino       | Białoruś | Wyszejszaja liha | 14    | 0      |
| 2009     | Tarpeda Żodzino       | Białoruś | Wyszejszaja liha | 26    | 1      |
| 2010     | FK Homel              | Białoruś | Pierszaja liha   | 29    | 1      |
| 2011     | FK Homel              | Białoruś | Wyszejszaja liha | 31    | 0      |
| 2012     | FK Homel              | Białoruś | Wyszejszaja liha | 6     | 0      |